# قلمرو پیشکاری
حوزهٔ پیشکاری (به انگلیسی: bailiwick) معمولاً حوزهٔ مسئولیت یک بِیلیف (نوعی ضابط، یک رده از پیشکاران یا تیول‌داران در نظام سلطنتی بریتانیا) را می‌گویند. همچنین به نوعی از قلمروهایی می‌گویند که در آن‌ها یک تیولدار منصوب‌شدهٔ خصوصی اختیارات یک کلانتر را بر اساس یک حکم سلطنتی اجرا می‌کند.
این اصطلاح در کاربردهای اداری در جزایر وابسته به سلطنت بریتانیا از جزایر مانش باقی مانده‌است، که به جهت اهداف مدیریتی به دو گروه bailiwick تقسیم می‌شوند - حوزهٔ جرسی (شامل جزیره جرسی و جزایر غیرمسکونی مانند Minquiers و Écréhous) و حوزهٔ گرنزی. هر کدام از این حوزه‌های پیشکاری را یک بِیلیف (به انگلیسی: bailiff) اداره می‌کند.